# 안다만쥐
안다만쥐(Rattus stoicus)는 쥐과에 속하는 설치류 포유류이다. 안다만 제도의 토착종으로 헨리 로렌스 섬과 남 안다만 섬, 중 안다만 섬에서 발견된다. 야행성 동물로 해수면과 해발 200m 사이의 열대 상록수림에서 서식한다.

## 특징
꼬리 길이 192~212mm를 제외한 몸길이가 220~260mm인 대형 설치류로 발 길이는 47~50mm이다. 등 쪽 털은 갈색빛 노란색을 띠는 반면에 옆구리 쪽은 누르스름하고 배 쪽과 볼, 윗입술 쪽은 희다.

## 생태
땅 위에서 주로 생활하는 육상성 동물이고, 야행성 동물이다.

## 분포 및 서식지
안다만제도 헨리 로렌스 섬과 남안다만섬, 안다만섬에 널리 분포한다. 해발 최대 200m 이하의 열대 상록수림에서 서식한다.